# Fatal Attraction (TV-serie)
Fatal Attraction är en amerikansk erotisk dramathrillerserie från 2023 vars första säsong består av 8 avsnitt, och som hade premiär på strömningstjänsten Sky Showtime i april 2023. Serien är skapad av Alexandra Cunningham och Kevin J. Hynes, och baserad på filmen Farlig förbindelse från 1987.

## Handling
Serien som är en nytolkning av filmen Farlig förbindelse kretsar kring Alex Forrest och Dan Gallagher som inleder ett förhållande som utvecklas till en dramatisk affär.

## Roller i urval
- Lizzy Caplan - Alex Forrest
- Joshua Jackson - Dan Gallagher
- Amanda Peet - Beth Gallagher
- Alyssa Jirrels - Ellen Gallagher
- Toby Huss - Mike Gerard
- Reno Wilson - Det. Earl Booker
- Dee Wallace - Emma Rauch